# Чортківський міський центр науково-технічної творчості і дозвілля учнівської молоді
Чортківський міський центр науково-технічної творчості і дозвілля учнівської молоді — профільний навчально-виховний заклад освіти в м. Чорткові.

## Відомості
У вересні 1970 року засновано Станцію юних техніків. Позашкільний заклад знаходився за адресою Леніна, 13, де на 3-му поверсі займав 3 кімнати.
У 1984 році навчальний заклад отримує статус районного.
9 грудня 1992 року Станція юних техніків перейменована в Центр науково-технічної творчості і дозвілля учнівської молоді.
Від 2013 до 2021 року навчальний заклад розташовувався у орендованих приміщеннях, наданих школами району та міста Чорткова.
До 15 січня 2021 року підпорядковувався Чортківській районній раді. 15 січня 2021 року перейшов у підпорядкування Чортківської міської громади.
26 лютого 2021 року навчальний заклад ліквідовано.

## Приміщення
З 1973 до  2013 року центр науково-технічної творчості і дозвілля учнівської молоді розміщувався в Новій синагозі.

## Діяльність
До 2021 року функціонувало 18 гуртків та 34 групи.
Діяли гуртки:
- Початково-технічні;
- Спортивно-технічні;
- Художньо-технічні;
- Інформаційно-технічні;
- Предметно-технічні;
- Художньо-естетичні гуртки.

## Керівництво

### Директори
- Гаєвський С. І. (1970—1974);
- Білявський Л. П. (1974—1977);
- Данилко І. В. (1977—1980);
- Свергун М  М. (1980—2012);
- Зуляк Оксана Богданівна (2012—2021).